# Osteocephalus cannatellai
Espèce
Osteocephalus cannatellai est une espèce d'amphibiens de la famille des Hylidae.

## Répartition
Cette espèce se rencontre entre 200 et 1 290 m d'altitude dans le nord-est du Pérou et dans l'est de l'Équateur.

## Étymologie
Cette espèce est nommée en l'honneur de David Charles Cannatella.

## Publication originale
- Ron, Venegas, Toral, Read, Ortiz & Manzano, 2012 : Systematics of the Osteocephalus buckleyi species complex (Anura, Hylidae) from Ecuador and Peru. Zookeys, vol. 229, p. 1-52 (texte intégral).